# Jörgen Ehn
Karl Jörgen Ehn, född 17 juni 1933 i Torstuna församling, Västmanlands län, är en svensk arkitekt. 
Ehn, som är son till lantbrukare Sven Ehn och Ingrid Rönngren, avlade studentexamen i Västerås 1953 och utexaminerades från Chalmers tekniska högskola 1960. Han praktiserade olika arkitektkontor 1957–1958, anställdes hos Helge Zimdal i Göteborg 1959, blev chefsarkitekt och delägare i Ehn & Hellsén Arkitektkontor AB i Västerås 1960, stadsarkitekt i Köpings stad 1967, senare i Varbergs kommun, därefter planeringschef och slutligen kommundirektör där. Han har bland annat ritat S:t Jörgens kapell i Varberg.